# Münzstätte Guben
Die Münzstätte Guben war eine bis Mitte des 18. Jahrhunderts zusammen mit einer Kupferschmiede betriebene Münze in der Stadt Guben. Der Standort verdankt sich dem Fluss Schwarzes Fließ, der in der Nähe von Guben viele Mühlen antrieb. Im Siebenjährigen Krieg übernachtete der Preußenkönig Friedrich II. im Gebäude der Münzstätte, als er sich aus Schlesien zurückzog (14. Oktober 1760).

## Vorherige Münzprägungen in Guben
Bereits im Jahre 1309 war der Stadt Guben die Pfennigprägung von Kurfürst Rudolf I. erlaubt worden (Bestätigung 1319).
Es gibt weiterhin Münzen aus dem Jahr 1621, die den gekrönten Buchstaben „G“ in einem Perlkranz als Zeichen für Guben tragen. Dies ist die Kipper- und Wipperzeit.

## Die neuzeitliche Münzstätte (1751–1756)
Die neuzeitliche Münzstätte und der „Kupferhammer“ wurden im Jahr 1751 unter Kurfürst Friedrich August II. eingerichtet, der gleichzeitig als August III. König von Polen war. Die Inbetriebnahme der Münzstätte sowie die Ausmünzungen standen im Zusammenhang mit einer Reform des polnischen Münzwesens. Zu diesem Zweck wurde auch die Münzstätte Grünthal wieder in Betrieb genommen.
Die beiden Münzstätten wurden zunächst vom königlichen Obristen Baron von Stein (Rutokowskisches Dragonerregiment) sowie dessen Quartiermeister Hertel gepachtet. Die Oberleitung hatte später der königliche General und Geheimrat Graf von Unruh inne.
Geprägt wurden polnische Schillinge (Szelagi) und polnische Groschen (1 Groszy = 3 Schillinge). Bei beiden Münztypen handelt es sich um kupferne Scheidemünzen. Die Münzen tragen eine Abbildung von August III., aber weder Münzmeisterzeichen noch einen anderen Hinweis darauf, ob sie aus Guben oder Grüntal stammen. Es wurden in den beiden Münzstätten zusammen mehrere Millionen Münzen geprägt.
Bis Juni 1753 waren aus dem Pfund Kupfer 360, danach 380 Schillinge zu schlagen; u. a. wegen hoher Arbeitskosten. Die Münzen wurden zur Bezahlung von in Polen stationierten Soldaten eingesetzt. Zudem wurden insbesondere aus Guben Münzen direkt von „polnischen Juden“ abgeholt.
Die Prägetätigkeit wurde eingestellt, nachdem Preußen 1756 Sachsen besetzt hatte. Das Gebäude des Kupferhammers in Guben wurde weiter als Kupferschmiede genutzt.